# Observer

Diagrama UML do padrão Observer.

O Observer é um padrão de projeto de software que define uma dependência um-para-muitos entre objetos de modo que quando um objeto muda o estado, todos seus dependentes são notificados e atualizados automaticamente. Permite que objetos interessados sejam avisados da mudança de estado ou outros eventos ocorrendo num outro objeto.
O padrão Observer é também chamado de Publisher-Subscriber, Event Generator e Dependents.

## Descrição de um problema
Suponha que temos um programa que representa vários gráficos de uma pesquisa científica e utiliza vários dados para representar esse gráfico, e se um dado for atualizado o programa deve atualizar os gráficos. Para esse problema, uma solução poderia ser manter uma lista com as possíveis representações e ficar verificando por mudanças nos conjuntos de dados, assim que fosse feita mudança, as representações que está na lista seriam avisadas.
Essa solução não é a melhor pois precisamos sempre verificar se houve essas mudanças no conjunto, e dessa forma o processamento seria muito caro, ou então a atualização seria demorada. Portanto, o padrão Observer resolve esse problema.

## Motivação
Um objeto que possua agregações deve permitir que seus elementos sejam acessados sem que a sua estrutura interna seja exposta. De uma maneira geral pode-se desejar que estes elementos sejam percorridos em várias ordens.
Como garantir que objetos que dependem de outro objeto percebam as mudanças naquele objeto?
- Os observadores (observer) devem conhecer o objeto de interesse.
- O objeto de interesse (subject) deve notificar os observadores quando for atualizado.

Os objetos devem interligar-se entre si de forma a que não se conheçam em tempo de compilação de forma a criar o acoplamento e desfazê-lo a qualquer momento em tempo de execução. Solucionar isso fornece uma implementação muito flexível de acoplamento de abstrações.

## Aplicabilidade
O padrão Observer pode ser usado quando uma abstração tem dois aspectos, um dependente do outro. Encapsular tais aspectos em objetos separados permite que variem e sejam reusados separadamente. Quando uma mudança a um objeto requer mudanças a outros e você não sabe quantos outros objetos devem mudar ou quando um objeto deve ser capaz de avisar outros sem fazer suposições sobre quem são os objetos. Em outras palavras, sem criar um acoplamento forte entre os objetos.

## Consequências
- Possibilita baixo acoplamento entre os objetos dependentes (os observers) e o assunto.
- Acoplamento abstrato.
- Suporte para broadcast.
- Dificuldade em saber o que foi mudado.

## Exemplos

### Em Java
```
public
 
interface
 
Observer
{

    
void
 
update
(
Observable
 
o
);

}

public
 
class
 
ConcreteObserverA
 
implements
 
Observer
{

    
public
 
void
 
update
(
Observable
 
o
){

        
ObservableData
 
data
 
=
 
(
ObservableData
)
 
o
;

        
data
.
getData
();

    
}

}

public
 
class
 
ConcreteObserverB
 
implements
 
Observer
{

    
public
 
void
 
update
(
Observable
 
o
){

        
ObservableData
 
data
 
=
 
(
ObservableData
)
 
o
;

        
data
.
getData
();

    
}

}

public
 
abstract
 
Subject
{

    
List
 
observers
 
=
 
new
 
ArrayList
<>
();

    
public
 
void
 
add
(
Observer
 
o
){

        
observers
.
add
(
o
);

    
}

    
public
 
void
 
remove
(
Observer
 
o
){

        
observers
.
remove
(
o
);

    
}

    
public
 
void
 
notify
(){

        
Iterator
 
it
 
=
 
observers
.
iterator
();

        
while
(
it
.
hasNext
()){

            
Observer
 
o
 
=
 
(
Observer
)
it
.
next
();

            
o
.
update
(
this
);

        
}

    
}

}

public
 
class
 
SubjectData
 
extends
 
Subject
{

    
private
 
Object
 
myData
;

    
public
 
void
 
setData
(
Object
 
myData
){

        
this
.
myData
 
=
 
myData
;

        
notify
();

    
}

    
public
 
Object
 
getData
(){

        
return
 
myData
;

    
}

}

```

### Em C# 6.0[2]
```
using
 
System
;

namespace
 
ObserverDesign

{

    
class
 
Program

    
{

        
static
 
void
 
Main
(
string
[]
 
args
)

        
{

            
//Create subject

            
var
 
subject
 
=
 
new
 
Subject
();

            
//Create observers

            
var
 
observerA
 
=
 
new
 
Observer
 
{
 
Identifier
 
=
 
"A"
 
};

            
var
 
observerB
 
=
 
new
 
Observer
 
{
 
Identifier
 
=
 
"B"
 
};

            
//Register observers

            
subject
.
Update
 
+=
 
observerA
.
Update
;

            
subject
.
Update
 
+=
 
observerB
.
Update
;

            
//Notify observers

            
subject
.
Notify
();

        
}

    
}

    
public
 
class
 
Subject

    
{

        
public
 
event
 
Action
 
Update
;

        
public
 
void
 
Notify
()
 
=>
 
Update
?.
Invoke
();

    
}

    
public
 
class
 
Observer

    
{

        
public
 
string
 
Identifier
 
{
 
get
;
 
set
;
 
}

        
public
 
void
 
Update
()
 
=>
 
Console
.
WriteLine
(
$"My Identifier = {Identifier}"
);

    
}

}

```